# 聖マリア学院小学校
聖マリア学院小学校（せいまりあがくいんしょうがっこう, St. Mary's Elementary）は、長崎県長崎市若草町6‐5にある私立の小学校。保育所と幼稚園も併設しており、校地内にはカトリック城山教会がある。中学校も併設されているが、2015年（平成27年）3月をもって閉校となった。略称は「マリア」。なお、福岡県久留米市の聖マリア学院大学とは関係がない。

## 概要
歴史・建学の精神
1955年（昭和30年）の開校当初より、経営母体は聖アウグスチノ修道会で、教育面に関しては幼きイエス会（旧・サン・モール会）が担当していた。2004年度（平成16年度）をもって幼きイエス会は教育活動から撤退したが、今もなおその教育理念「自分を愛するように、人を愛する豊かな心をはぐくむ教育」が継承されている。
校訓
「Love to learn. Learn to love.」
校歌
3番まであり、各番とも「聖マリア学院 聖マリア」で終わる。
通学
スクールバスを以下4路線運行している。
1. 田上・大浦・浦上方面
2. 時津・長与・本原方面
3. 滑石・鳴見台・畝刈[4]方面
4. 小江原・福田・神ノ島方面

## 沿革
- 1952年（昭和27年）11月 - アウグスチノ会の司祭3名（パーセル・ロビンソン・クルパ）が長崎を訪れる。
- 1955年（昭和30年）4月 - 聖マリア幼稚園が開園。（創立年）
- 1956年（昭和31年）4月 - 聖マリア学院小学校が開校。
- 1959年（昭和34年）- 新校舎が完成[5]。
- 1960年（昭和35年）4月 - 聖マリア学院中学校が開校。
- 1968年（昭和43年）9月 - スクールバスの運行を開始。
- 1969年（昭和44年）4月 - 完全給食を開始。
- 1996年（平成08年）8月 - 第1回ニュージーランドでのホームステイを実施。
- 1997年（平成09年）6月 - 幼稚園での預かり保育を開始。
- 1999年（平成11年）9月 - 幼稚園・小学校・中学校において、ネイティブ教師による英会話授業を開始。
- 2000年（平成12年）3月 - 中学校にコンピュータールームを設置。
- 2001年（平成13年）9月 - 幼稚園において週3回の完全給食を開始。
- 2002年（平成14年）4月 - 福岡県福岡市中央区に笹丘カトリック幼稚園を開園。
- 2003年（平成15年）
  - 4月 - 小学校・中学校で2期制（前期・後期制）を導入。
  - 7月 - スペシャル・イングリッシュ・デーを開催。
  - 8月 - アウグスチノ学校と姉妹校を締結。[要出典]
  - 10月 - 聖母保育園を併設。
- 2005年（平成17年）- 幼きイエス会記念碑を建立。
- 2012年（平成24年）4月 - 中学校の生徒募集を停止。
- 2013年（平成25年）3月19日 - 小学校・給食室新校舎が完成。[6]
- 2015年（平成27年） 3月 - 中学校を休校とする[3]。
- 2023年（令和5年） 4月 - 幼保連携型認定こども園である聖母マリアこども園が開園[7]

## 学校行事
3学期制
1学期
- 4月 - 1学期始業式、入学式、身体測定、小・地区集会、各種検診、中・郡山ザベリオ学園との交流会[5]、交通安全指導教室、保護者会、歓迎遠足
- 5月 - 小・学力知能テスト、マリア様の集い、大運動会（BREEZYDAY）、中・第1回考査
- 6月 - 小5野外活動、歯科検診、保護者会、長崎市中学校総合体育大会（略称：中総体）、平和の灯火キャンドル作り（8月9日 長崎原爆の日に向けて）
- 7月 - 中・第2回考査、清掃奉仕（マリアクリーン作戦）、水泳教室、小・地区集会、夏ミサ、1学期終業式、個人面談、夏休み、小・サマースクール、オーストラリア語学研修

2学期
- 8月 - 平和集会（8月9日 長崎原爆の日）、2学期始業式、大掃除、感謝ミサ、小・第1回漢字テスト、中・漢字単語計算テスト
- 9月 - 小6修学旅行、中・実力テスト、中・球技大会、中・鍛錬遠足、終業ミサ
- 10月 - 小・保護者会、ロザリオの集い、中1集団訓練、小6長崎市小学校体育大会（略称:小体会）、中・第3回考査
- 11月 - 城山教会バザー、音楽祭、小4～6長崎市小学校音楽会（略称：小音会）、中3黙想会、中・第4回考査
- 12月 - 学院創立記念ミサ、クリスマスミサ、中・内部入試、2学期終業式、大掃除、冬休み

3学期
- 1月 - 3学期始業式、中・漢字単語計算テスト、中・ニューイヤーテスト、新年ミサ、中1・2黙想会、マリアアートフェスタ、小・給食集会
- 2月

日本二十六聖人ミサ、中・日本二十六聖人聖地巡礼、入学説明会、中・第5回考査、小・漢字テスト、小・保護者会、中2修学旅行、中2職場体験学習、小6黙想会、灰の式、小・地区集会
- 3月 - 卒業ミサ、卒業式、修了式、春休み

## 部活動・特別活動
小・中共通
- お茶教室（表千家）

小学校
運動部
- ミニバスケットボールクラブ
- ソフトボールクラブ

文化部
- 音楽クラブSCORE
- アートクラブ
- 習字教室

中学校
運動部
- バスケットボール部
- テニス部
- 卓球部

文化部
- 英語部

## 著名な出身者
- 中尾美樹[8][9]（第32回卒業生） - シドニーオリンピック 背泳競技において、銅メダルを獲得。
- 山下俊一[10] 長崎大学大学院教授、福島県立医科大学副学長。

## 交通アクセス
最寄りの鉄道駅
- 長崎電気軌道
  - 平和公園電停下車後、徒歩約15分
  - 大橋電停下車後、徒歩約15分

最寄りのバス停
- 長崎バス マリア学院前及び若草町バス停
  - 長崎駅方面から下大橋（3番・4番）、相川（3番）行きのバスに乗車。

最寄りの国道・県道
- 長崎県道112号長崎式見港線

## 周辺
- 浦上警察署若草町交番
- 護国神社
- 長崎市立城山小学校
- 長崎県立総合体育館（通称:アリーナかぶとがに）
- 長崎市科学館
- 城栄町商店街